# بنسخوپ
بنسخوپ (به هلندی: Benschop) یک منطقهٔ مسکونی در هلند است که در لوپیک واقع شده‌است. بنسخوپ ۱۵ کیلومتر مربع مساحت و ۳٬۴۸۰ نفر جمعیت دارد.